# Manuel de Sá
Compléments
Professeur d'Écritures saintes, Manuel Sà fut chargé de la révision de la Vulgate
Manuel Sá (ou Manuel de Sá), né vers 1528 à Vila do Conde (entre Douro e Minho, au Portugal) et mort le 30 décembre 1596 à Arona, en Italie, était un prêtre jésuite, théologien et écrivain portugais.

## Biographie
Né vers 1528 le jeune Manuel fait ses études à l’Université de Coimbra avec un tel succès que Klefeker l’a placé parmi les savants précoces (voy. Bibl. erudit. præcoc., p.326). À dix-sept ans, le 27 septembre 1545 il est reçu comme novice chez les Jésuites, à Coimbra : l’Ordre religieux fondé par saint Ignace de Loyola n’est approuve que depuis cinq ans. Étant encore novice, il est envoyé par Simon Rodrigues avec deux autres compagnons en Espagne, pour y aider à l’implantation de la Compagnie de Jésus, avec l’intention de retourner plus tard au Portugal.
Ayant achevé la période de noviciat à  Valence (Espagne), il est envoyé enseigner la philosophie à Gandie, où le duc François de Borgia avait fondé un collège (1547), qu’il confia immédiatement aux Jésuites. Manuel de Sa y eut pour disciple le duc de Borgia, lui-même, qu’il accompagna également à Rome lors son pèlerinage de l’année jubilaire (1550-1551). De retour en Espagne avec Borgia, il étudie la théologie (1551-1554) à Alcalá.
Appelé par Ignace à Rome pour y enseigner au Collège romain (fondé en 1551), il y arrive en octobre 1554. Un an plus tard il est ordonné prêtre: septembre 1555. Pendant deux ans, il donna des leçons sur les prophéties d’Osée et sur la théologie de saint Thomas d'Aquin. Bien qu’il fût jeune et pas encore prêtre Ignace de Loyola l’inclut dans le groupe des premiers compagnons chargés d’examiner les Constitutions de l’Ordre religieux, avant leur promulgation.
À partir de 1556, il est surtout engagé dans l’enseignement de la théologie et surtout l’exégèse biblique au Collège romain. Le père Manuel Sa prononce ses vœux solennels définitifs, à Rome, le 2 novembre 1559. Étant donné sa compétence, il est chargé (avec d’autres) par le pape Pie V de réviser la Vulgate (version officielle latin de la Bible), comme l’avait mandaté le concile de Trente
À Rome, il jouissait d’une bonne réputation de prédicateur - moins due aux moyens oratoires qu’à une évidente et profonde conviction personnelle - au point de remplacer (1572) pour un temps François de Tolède, prédicateur ordinaire du Palais apostolique.
Le père de Sà a également des responsabilités dans le gouvernement de la Compagnie de Jésus : à diverses occasions il est envoyé par le Supérieur général comme visiteur canonique de maisons et œuvres jésuites de Toscane, dans les Marches et Ancône. Il contribue à l’établissement du séminaire de Milan et de plusieurs maisons dans la haute Italie.
Sa sante donnant des soucis il est contraint d’abandonner l’enseignement (en 1572) et se consacre à un ministère spirituel et sacerdotal dans le nord de l’Italie (Lorette et ensuite à Gênes). Quand vient le moment d’arrêter toute activité il se retire au noviciat d’Arona, au bord du Lac Majeur, où il meurt le 30 décembre 1596, laissant derrière lui une grande réputation de sainteté.

## Écrits
- Scholia in quatuor Evangelia, Anvers, 1596, in-4°. Cet ouvrage a eu plusieurs éditions.
- Notationes in totam sacram Scripturam, ibid., 1598, in-4° ; souvent réimprimé. Les notes du Père Sa sont courtes, claires et érudites. On y trouve cependant quelques erreurs, que les protestants ont relevées (voy. Thomæ Crenii animadvers. philologicæ, t. 11, p. 84 et suiv.).
- Aphorismi confessariorum ex doctorum sententiis collecti, Douai, 1627, in-24. Cette édition, citée par les pères Alegambe et Robert Southwell (Bibl soc. Jesu), passe pour la plus correcte. Quoique l’auteur eût employé quarante années à former ce recueil de maximes, il en avait laissé passer un certain nombre qui ont été retranchées par le maître du sacré palais comme s’éloignant des opinions reçues par les théologiens. Le P. Sa est encore auteur d’une Vie du P. Texeda, capucin, confesseur de saint François de Borgia, Supérieur général de la Compagnie de Jésus. Elle est restée manuscrite.